# 버플랭크 포인트의 워싱턴
버플랭크 포인트의 워싱턴(영어: Washington at Verplanck's Point)은 1790년 미국의 화가 존 트럼불이 미국 독립 전쟁 중 뉴욕주 노스강의 버플랭크 포인트에서 조지 워싱턴 장군을 그린 전신 유화 초상화이다. 배경에는 워싱턴이 떠나는 프랑스 사령관 로샹보 백작 장바티스트 도나티앵 드 비뫼르와 그의 군대를 기리기 위해 1782년 9월 14일 그곳에서 주최한 대륙육군 병력 사열이 묘사되어 있다.
이 그림은 트럼불이 대통령 부인 마사 워싱턴에게 선물했으며, 현재는 윈터투어 박물관이 소유하고 있다. 트럼불은 이어서 뉴욕으로부터 의뢰를 받아 훨씬 더 큰 버전인 조지 워싱턴을 그렸는데, 이는 새로운 배경인 1783년 11월 25일 이배큐에이션 데이의 뉴욕시, 워싱턴의 귀환과 영국군의 퇴거를 담고 있다. 이 작품은 뉴욕 시청사의 총독실에 전시되어 있다.

## 묘사
조지 워싱턴 장군은 군복을 완벽하게 갖춰 입고 있는데, 버프색 조끼와 바지 위에 파란색 코트를 입고 있다. 그는 자신의 백마 블루스킨 앞에 서서 안장에 기대어 고삐를 잡고 있다. 말 다리 사이로는 1782년 9월 14일 워싱턴이 요크타운까지 함께 진군했으며, 해안에 주둔한 프랑스 함대의 지원을 받아 1781년 10월 19일 영국 장군 콘월리스의 항복을 강요하고 평화를 가져오는 데 기여한 프랑스 원정군의 총사령관 로샹보 백작 장바티스트 도나티앵 드 비뫼르를 기리기 위해 대륙육군 병력을 사열하는 낭만적인 장면이 묘사되어 있다.
약 1년 후 로샹보가 북쪽으로 돌아오자, 워싱턴은 노스 강(오늘날의 허드슨강)의 병영인 버플랭크 포인트에서 로샹보 백작이 그의 병력을 공식적으로 사열하도록 주최했다. 이것은 전쟁 중의 지원과 프랑스가 제공하고 요크타운에서 영국군으로부터 노획한 무기, 장비, 의류를 대륙군에 아낌없이 배포한 것에 대해 "각하"에게 합당한 영광이었으며, 또한 식민지가 자유를 얻는 데 군사적 지원을 해준 프랑스 국가에 대한 감사이기도 했다. 스토니 포인트와 허드슨 하이랜드도 지평선 너머로 보인다.

## 역사
이 그림은 트럼불이 마사 워싱턴에게 선물한 것이다. 그녀가 죽은 후, 이 초상화는 그녀의 손녀인 엘리자베스 파크 커스티스 로에게 유산으로 남겨졌다. 이 작품은 1961년에 헨리 프랜시스 뒤퐁에게 팔릴 때까지 가족 소유였으며, 그는 1964년에 자신의 박물관에 기증했다. 1982년에 마운트 버넌 부인 협회는 마운트 버넌에 전시하기 위해 애드리안 램이 그린 이 그림의 현대적 복사본을 구입했다.

## 비평
마사 워싱턴의 손자인 조지 워싱턴 파크 커스티스는 그의 저서 "워싱턴의 회상과 사적인 회고록"에서 다음과 같이 썼다.
| “ | 트럼불 대령이 묘사한 워싱턴의 모습은 현존하는 것 중 가장 완벽하다. 의상 역시 그러하며, 독립 전쟁 당시 참모진의 제복은 고대의 휘그당 색상인 파란색과 황갈색으로, 전체적으로 매우 훌륭한 작품이다... | ” |

## 유산
1889년, 워싱턴의 미국 초대 대통령 취임 백주년 기념을 위해, 당시 엘리자베스 파크 커스티스 로의 손자인 에드먼드 로 로저스 소유였던 원본 초상화와 두 번째 버전인 시청 버전이 뉴욕 시 메트로폴리탄 오페라 하우스에 함께 전시되었다.
1982년, 앤티가 바부다는 워싱턴 탄생 250주년을 기념하여 30달러 상당의 은화를 발행했으며, 그 뒷면에는 버플랭크 포인트에 있는 그의 이미지가 새겨져 있다.
2017년, 필라델피아 미국 혁명 박물관의 수석 역사학자 필립 미드와 박물관 큐레이터들은 피에르 샤를 랑팡의 수채화 파노라마가 1782년 버플랭크 포인트의 병영을 그린 것이며, 워싱턴의 천막 막사가 포함되어 있음을 발견했다. 박물관의 큐레이터 업무 책임자인 R. 스콧 스티븐슨은 비록 그 천막이 트럼불의 그림에는 보이지 않지만, "이 새로운 수채화와 우리가 수행한 연구 덕분에 워싱턴이 천막 바로 앞에 서 있는 모습을 보여준다는 것을 알 수 있다"고 밝혔다.

## 조지 워싱턴

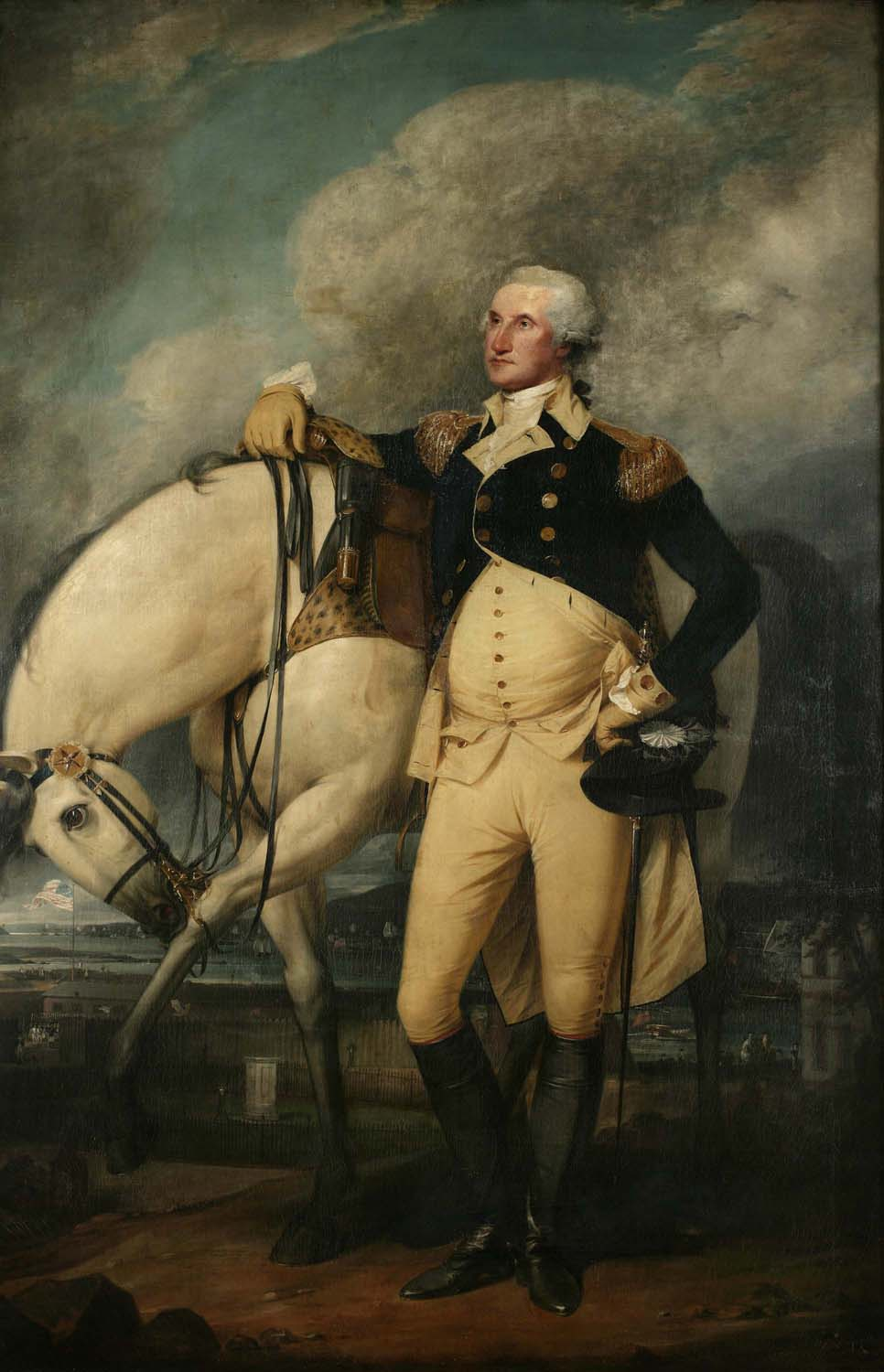
존 트럼불, 1790년 작 뉴욕 시청사의 조지 워싱턴

1790년 7월, 트럼불은 시장 리처드 배릭이 이끄는 뉴욕시 법인으로부터 대통령 초상화를 그리는 의뢰를 받았다.
그 결과물인 조지 워싱턴은 버플랭크 포인트의 워싱턴을 거의 네 배 크기로 확대한 것이다. 워싱턴과 영국 뉴욕 주둔군의 퇴거로도 알려진 이 작품은 (108 인치 (270 cm) x 72 인치 (180 cm)) 크기의 유화 전신 초상화로, 구성과 특징은 원본과 대체로 비슷하지만, 배경이 로샹보의 1782년 9월 대륙군 사열에서 1783년 11월 25일 영국군이 퇴거하면서 워싱턴이 뉴욕 시로 돌아온 이배큐에이션 데이로 바뀌었다.
이 그림은 뉴욕 시청사의 역사적인 총독실에 소장되어 있다.

## 내용주
1. ↑  워싱턴은 이 시위에서 "내일 병력을 소집하는 목적은 로샹보 백작 전하께 경의를 표하기 위함이다. 그가 지나갈 때 병력은 총사령관에게 합당한 경의를 표할 것이다."라고 썼으며, 특유의 세심함으로 "이 자리에서는 가장 키가 큰 병사들이 선두에 서야 한다."고 덧붙였다.[3]
2. ↑  날짜에 대한 일치되지 않은 점이 있는데, 일부는 로샹보의 도착일인 1782년 9월 14일 토요일을 인용하고[3] 다른 일부는 그 다음 일요일인 9월 21일을 인용하며 20일에는 프랑스군의 대륙군 사열이 있었다.[4]

## 같이 보기
- 트렌턴의 조지 워싱턴 장군 – 1792년 트럼불이 그린 전신 초상화